# Кареццано
Кареццано (італ. Carezzano, п'єм. Carzòu) — муніципалітет в Італії, у регіоні П'ємонт,  провінція Алессандрія.
Кареццано розташоване на відстані близько 440 км на північний захід від Рима, 100 км на схід від Турина, 26 км на південний схід від Алессандрії.
Населення — 432 особи (2014).
Щорічний фестиваль відбувається 2 серпня. Покровитель — Sant'Eusebio di Vercelli.

## Демографія
Населення за роками:

Станом на 1 січня 2023 року в муніципалітеті офіційно проживало 37 іноземців з 13 країн, серед них 22 громадяни країн Євросоюзу та 4 громадяни України.

## Сусідні муніципалітети
- Кассано-Спінола
- Кастелланія
- Коста-Весковато
- Падерна
- Сант'Агата-Фоссілі
- Тортона
- Віллальвернія